# Jim Murren
James Joseph "Jim" Murren, född 5 oktober 1961 i Bridgeport i Connecticut, är en amerikansk företagsledare som är styrelseordförande och VD för kasinooperatören MGM Resorts International sedan december 2008. Han är också styrelseordförande för dotterbolaget MGM Growth Properties.
Murren har tidigare arbetat på Wall Street och där han bland annat var disponent för en amerikansk kapitalförvaltare som ägdes av den tyska banken Deutsche Bank. Han var involverad i rekapitaliseringen av MGM Grand Inc. (idag MGM Resorts International) som gjordes 1996. Två år senare fick Murren en anställning hos dem som deras finansdirektör, bara ett år senare blev han befordrad till president för koncernen. 2007 utsågs han också till COO och ett år senare tog Murren över MGM Mirage (idag MGM Resorts International) när han blev deras styrelseordförande och VD.
Han avlade kandidatexamen i konsthistoria och stadsplanering vid Trinity College.